# Rhede
Rhede – miasto w Niemczech, w kraju związkowym Nadrenia Północna-Westfalia, w rejencji Münster, w powiecie Borken. Liczy 19 388 mieszkańców (2010).